# Grand Prix Itálie 1999
Grand Prix Itálie
 LXX Gran Premio Campari d'Italia
- 12. září 1999
- Okruh Monza
- 53 kol x 5,770 km = 305,548 km
- 643. Grand Prix
- 3. vítězství Heinz Haralda Frentzena
- 3. vítězství pro Jordan

## Výsledky

### Pořadí v cíli
| Pozice | Jezdec                | Vůz            | Čas          |
| ------ | --------------------- | -------------- | ------------ |
| 1      | Heinz-Harald Frentzen | Jordan 199     | 1:17'02.923  |
| 2      | Ralf Schumacher       | Williams FW21  | á 0:03,272   |
| 3      | Mika Salo             | Ferrari F399   | á 0:11,932   |
| 4      | Rubens Barrichello    | Stewart SF3    | á 0:17,630   |
| 5      | David Coulthard       | McLaren MP4/14 | á 0:18,142   |
| 6      | Eddie Irvine          | Ferrari F399   | á 0:27,402   |
| 7      | Alessandro Zanardi    | Williams FW21  | á 0:28,047   |
| 8      | Jacques Villeneuve    | BAR 001        | á 0:41,797   |
| 9      | Jean Alesi            | Sauber C18     | á 0:42,198   |
| 10     | Damon Hill            | Jordan 199     | á 0:56,259   |
| 11     | Olivier Panis         | Prost AP02     | á 1 kolo     |
| Kolo   | Odstoupili            | -              | -            |
| 40     | Johnny Herbert        | Stewart SF3    | Spojka       |
| 35     | Toranosuke Takagi     | Arrows FA20    | Mimo trať    |
| 35     | Pedro de la Rosa      | Arrows FA20    | Odstoupil    |
| 29     | Mika Häkkinen         | McLaren MP4/14 | Mimo trať    |
| 29     | Jarno Trulli          | Prost AP02     | Přehřátí     |
| 25     | Riccardo Zonta        | BAR 001        | Ložisko kola |
| 23     | Luca Badoer           | Minardi M01    | Kolize       |
| 11     | Alexander Wurz        | Benetton B199  | Elektronika  |
| 1      | Pedro Diniz           | Sauber C18     | Mimo trať    |
| 1      | Giancarlo Fisichella  | Benetton B199  | Mimo trať    |
| 0      | Marc Gene             | Minardi M01    | Kolize       |

### Nejrychlejší kolo
- Ralf Schumacher Williams 1'25579

### Vedení v závodě
- 1-29 kolo Mika Häkkinen
- 30-35 kolo Heinz-Harald Frentzen
- 36 kolo Mika Salo
- 37-53 kolo Heinz-Harald Frentzen

### Postavení na startu
| 1. řada  | 1                                      | 2                                     |
|          | Mika Häkkinen McLaren 1'22.432         | Heinz-Harald Frentzen Jordan 1'22.926 |
| 2. řada  | 3                                      | 4                                     |
|          | David Coulthard McLaren 1'23.177       | Alessandro Zanardi Williams 1'23.432  |
| 3. řada  | 5                                      | 6                                     |
|          | Ralf Schumacher Williams 1'23.636      | Mika Salo Ferrari 1'23.657            |
| 4. řada  | 7                                      | 8                                     |
|          | Rubens Barrichello Stewart 1'23.739    | Eddie Irvine Ferrari 1'23.765         |
| 5. řada  | 9                                      | 10                                    |
|          | Damon Hill Jordan 1'23.979             | Olivier Panis Prost 1'24.016          |
| 6. řada  | 11                                     | 12                                    |
|          | Jacques Villeneuve BAR 1'24.188        | Jarno Trulli Prost 1'24.293           |
| 7. řada  | 13                                     | 14                                    |
|          | Jean Alesi Sauber 1'24.591             | Alexander Wurz Benetton 1'24.593      |
| 8. řada  | 15                                     | 16                                    |
|          | Johnny Herbert Stewart 1'24.594        | Pedro Diniz Sauber 1'24.596           |
| 9. řada  | 17                                     | 18                                    |
|          | Giancarlo Fisichella Benetton 1'24.862 | Riccardo Zonta BAR 1'25.114           |
| 10. řada | 19                                     | 20                                    |
|          | Luca Badoer Minardi 1'25.348           | Marc Gene Minardi 1'25.695            |
| 11. řada | 21                                     | 22                                    |
|          | Pedro de la Rosa Arrows 1'26.383       | Toranosuke Takagi Arrows 1'26.509     |
| -------- | -------------------------------------- | ------------------------------------- |

### Zajímavosti
- 25 GP pro BAR
- 1 pole positions pro Ralfa Schumachera
- 10 GP pro Ricarda Zontu
- 1 pole positions pro Motor Supertec

| Pole position  | Vítězství             | Nejrychlejší kolo |
| Finsko         | Německo               | Německo           |
| Mika Häkkinen  | Heinz-Harald Frentzen | Ralf Schumacher   |
| McLaren MP4/14 | Jordan 199            | Williams FW21     |
| 1'22.432       | 1:17'02.923           | 1'25.579          |
| 251,990 km/h   | 238,143 km/h          | 242,723 km/h      |
| -------------- | --------------------- | ----------------- |

### Stav MS
- Zelená - vzestup
- Červená - pokles

| *  | Jezdec                | Body |
| -- | --------------------- | ---- |
| 1  | Mika Häkkinen         | 60   |
| 2  | Eddie Irvine          | 60   |
| 3  | Heinz-Harald Frentzen | 48   |
| 4  | David Coulthard       | 46   |
| 5  | Michael Schumacher    | 32   |
| 6  | Ralf Schumacher       | 30   |
| 7  | Rubens Barrichello    | 15   |
| 8  | Giancarlo Fisichella  | 13   |
| 9  | Mika Salo             | 10   |
| 10 | Damon Hill            | 7    |
| 11 | Alexander Wurz        | 3    |
| 12 | Pedro Diniz           | 3    |
| 13 | Johnny Herbert        | 2    |
| 14 | Olivier Panis         | 2    |
| 15 | Pedro de la Rosa      | 1    |
| 16 | Jean Alesi            | 1    |
| 17 | Jarno Trulli          | 1    |

| * | Vozy     | Body |
| - | -------- | ---- |
| 1 | McLaren  | 108  |
| 2 | Ferrari  | 102  |
| 3 | Jordan   | 57   |
| 4 | Williams | 30   |
| 5 | Stewart  | 17   |
| 6 | Benetton | 16   |
| 7 | Sauber   | 4    |
| 8 | Prost    | 3    |
| 9 | Arrows   | 1    |

| * | Jezdec         | Body |
| - | -------------- | ---- |
| 1 | Velká Británie | 117  |
| 2 | Německo        | 112  |
| 3 | Finsko         | 70   |
| 4 | Brazílie       | 18   |
| 5 | Itálie         | 14   |
| 6 | Rakousko       | 3    |
| 7 | Francie        | 3    |
| 8 | Španělsko      | 1    |